# DR-Baureihe E 50.4
Die Lokomotiven der DR-Baureihe E 50.4 waren elektrische Lokomotiven der Deutschen Reichsbahn für das Schlesische Netz. Sie erhielten zunächst die Bezeichnungen EP 247 bis EP 252 nach dem Nummernsystem der Preußischen Staatsbahn, da die Reichsbahn ihr eigenes System erst 1926 einführte. In diesem wurden sie als Baureihe E 50.4 mit den Nummern E 50 47–52 eingeordnet. Sie waren als Nachbestellungen aus der EP 236 bis EP 246 entwickelt und 1924 ausgeliefert worden.

## Geschichte
Als Nachbestellung für die EP 236 bis EP 246 erschienen 1924 diese 6 Lokomotiven, die im Gegensatz zu den Vorgängerlokomotiven von BMAG für den mechanischen und MSW für den elektrischen Teil entwickelt wurden. Wegen der geänderten elektrischen Ausrüstung musste bei grundsätzlich gleicher Triebwerksanordnung der Hauptrahmen verlängert und die Kurvenbeweglichkeit verbessert werden. Außerdem besaß die Lokomotive einen geänderten Lokomotivkasten gegenüber den Vorgängerlokomotiven. Dies war begründet durch den frei stehenden Haupttransformator mit den Kühlsystemen über dem Krauss-Lotter-Gestell.
Das Betriebsprogramm sah die gleichen Zugmassen und dieselbe Höchstgeschwindigkeit wie bei der Vorgängerlokomotive vor. Nach anfänglichen Schwierigkeiten mit der gewählten Feinstellersteuerung bewährten sich die Lokomotiven auf den Schlesischen Strecken recht gut. Nach Internetangaben sollen sie ein besseres Lauf- und Kurvenfahrtverhalten als die Vorgängerlokomotiven gehabt haben. Bereits 1926 wurde die E 50 50 nach Magdeburg–Rothensee umgesetzt und dort 1932 nach zwei schweren Unfällen ausgemustert. 1929 wurden die E 50 47 und E 50 48 nach Halle P umgesetzt, während die anderen drei Maschinen nach Magdeburg–Rothensee kamen.
Zum Kriegsende befanden sich noch die E 50 51 und E 50 52 im betriebsfähigen Zustand und kamen in den Schadpark der DR. Bis 1956 wurden sie und die ebenfalls dort befindlichen restlichen drei Maschinen ausgemustert und verschrottet.

## Konstruktive Merkmale

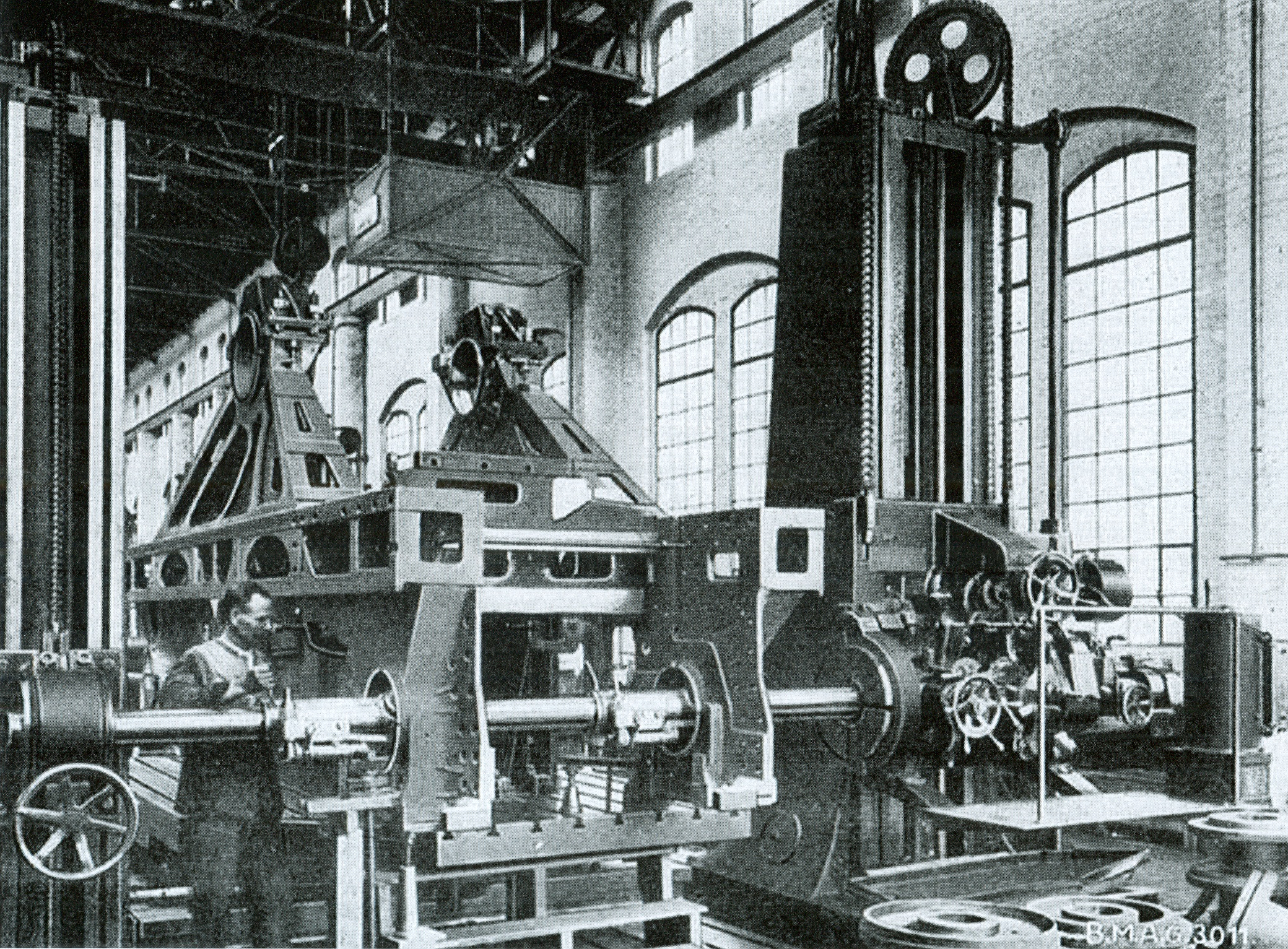
Die Fertigung des Motorrahmens verlangte spezielle schwere Werkzeugmaschinen

Die Lokomotive war eine Einrahmenlokomotive mit einem Fahrmotor und Stangenantrieb. Die vorderen beiden Laufachsen waren mit der ersten Kuppelachse als Krauss-Lotter-Gestell ausgebildet. Die zweite und dritte Kuppelachse waren je 20 mm nach beiden Seiten beweglich gelagert, Die vierte Kuppelachse war im Rahmen fest gelagert und hatte geschwächte Spurkränze. Die hintere Laufachse war als Bisselachse ausgebildet und besaß ein Seitenspiel von 80 mm nach beiden Seiten. Die Lokomotive hatte keinen festen Achsstand. Sie besaß den Einrahmenantrieb.
Der Rahmen war ein Plattenrahmen. Er war durch die Pufferbohle, verschiedene Querversteifungen und den Blindwellenbock versteift. Der Lokkasten war eine reine Blechkonstruktion und umschloss Maschinenraum, Führerstände und die teil- und vollverkleideten Vorbauten. Die Führerstände waren jeweils als versetzt angeordneter Führerstand vor dem Vorbau angeordnet, die zum einen als Platz für den später ausgebauten Heizkessel  und auf der anderen Seite für den Haupttransformator reserviert war. Während der Vorbau für den Heizkessel einen geraden vorderen Abschluss besaß, war der für den Haupttransformator halbrund ausgeführt. Die Dachhaube war über dem Fahrmotor, dem Dampfkessel und dem Haupttransformator abnehmbar. Die Druckluftbremse Knorr wirkte auf alle Achsen und bremste die Kuppelräder beidseitig sowie die Laufräder einseitig ab.
Der Haupttransformator war ein Öltransformator mit zwangsweisen Ölumlauf und war im Vorbau über dem Krauss-Lotter-Gestell untergebracht. Der Fahrmotor war ein 48-poliger Wechselstrom-Reihenschlußmotor mit zwei Kommutatoren. Er war leistungsfähiger als bei der Vorgängerlokomotive und konnte deshalb etwas kleiner ausgeführt werden. Gesteuert wurde er durch die sogenannte MSW-Steuerung. Diese bestand aus dem Fahrschalter mit handbetätigtem Nockenschaltwerk und einem liegend angeordneten Feinsteller. Die Steuerung besaß 15 Fahrstufen und mehrere Zwischenfahrstufen. Zur Fahrrichtungsänderung wurde eine elektropneumatische Schützengruppe verwendet.